# 太原地铁1号线
太原地铁1号线，又称太原轨道交通1号线，是中国山西省太原市的一条城市轨道交通线路。线路长约28.737公里，西起河龙湾站，东至武宿1号2号航站楼站，2024年9月开始空载试运行，2025年2月22日开通运营。

## 概述
太原地铁1号线为太原市轨道交通线网主骨架线路，串经了万柏林区、迎泽区、小店区三个行政区。线路起于汾河西岸旧矿区，自西矿街转入太原市东西主干道迎泽大街，跨汾河后继续沿迎泽大街敷设，下穿太原站后，转入东中环路向南，经太原南站后继续向南转入武宿机场，沿途经老城区、东山片区、北营片区，止于武宿片区，整体于太原市主城区呈倒“L”型结构。
该线为首条穿越汾河的城市轨道交通线路，亦是连接太原铁路及航空枢纽太原站、太原南站、武宿机场的首条城市轨道交通线路。

## 历史
- 2010年12月，太原市人民政府批复《太原市城市轨道交通线网规划》，太原地铁1号线位列其中。
- 2012年9月5日，太原地铁1号线随《太原市城市轨道交通近期建设规划（2012－2018年）》获国家发改委批准建设，彼时规划西起西山矿务局站（现河龙湾站），向东跨越汾河，于太原火车站折向南至太原火车南站，并继续向南至龙城大街东站（现黄陵站），全长24.1公里，全部为地下线，设车站21座[4]。
- 2016年，《太原市城市轨道建设规划调整（2015年～2023年）》获批，线路从龙城大街东站向东延伸至武宿机场站（现名武宿1号2号航站楼站），增加3.69公里[5]。
- 2017年5月11日，太原地铁官网发布《太原地铁1号线一期工程勘测及招标公告》；9月，中铁工程设计咨询集团有限公司发布《太原市轨道交通1号线一期工程可行性研究报告》；11月，中铁工程设计咨询集团有限公司发布《太原市轨道交通1号线一期工程环境影响报告书（送审稿）》。
- 2019年4月8日，太原地铁官网发布《太原地铁1、3号线沿线城市设计项目招标公告》；7月16日，太原市发展和改革委员会上报《太原市城市轨道交通1号线一期工程可行性研究报告的报告》至山西省发展和改革委员会审查；11月，山西省发展和改革委员会批复《太原市城市轨道交通1号线一期工程可行性研究报告》；12月30日，本线正式开工[2]。
- 2021年9月15日，太原地铁1号线首台盾构机“晋龙一号”在南十方街站始发，标志着隧道区间盾构施工阶段的正式开始。[6]
- 2022年1月19日，太原地铁1号线下元站的车站顶板顺利浇筑，这座车站拥有全线面积最大的换乘厅，施工采用“盖挖逆作法”新工艺。[7]
- 2023年
  - 3月22日，太原地铁1号线隧道顺利实现双线穿越汾河，为山西省首条以盾构形式施工穿越汾河的隧道。[8]
  - 5月15日，太原地铁1号线首组道岔成功铺设，为月底全线铺轨奠定基础[9]。
  - 5月30日，全线轨道铺设[10]。
  - 7月13日，1号线下穿太原火车站工程开工[11]。
  - 8月10日，1号线下穿太原站盾构掘进施工正式启动[12]。
  - 8月16日，西山停车场运用库正式进入钢结构主体施工阶段[13]。
  - 8月31日，1号线“零沉降”下穿太原火车站，属中国大陆地铁线路首次正交下穿特等火车站历史建筑群[14]。
  - 11月24日，太原地铁1号线全线所有区间隧道实现双线贯通。
  - 12月31日，太原地铁1号线实现全线“轨通”。
- 2024年
  - 1月31日，1号线中心街东主变电站成功送电[15]。
  - 2月1日，1号线首列车入驻马练营车辆段[16]。
  - 3月15日，1号线下元主变电站正式带电运行[17]。
  - 5月20日，1号线传输环网、专用有线电话和无线通信系统成功调通[18]。
  - 6月28日，1号线进入多车动调阶段[19]。
  - 9月4日，1号线开始不载客试运行[20]。
- 2025年2月22日，1号线正式开通运营[21]。

## 车站
1号线共设24座车站，其中换乘站7座，全部为地下站。
| 站名               | 换乘线路        | 所在地   | 启用时间      | 站台形式         |
| ------------------ | --------------- | -------- | ------------- | ---------------- |
| 太原地铁1号线      |                 |          |               |                  |
| 河龙湾             |                 | 万柏林区 | 2025年2月22日 | 地下两层岛式     |
| 西铭路             |                 | 万柏林区 | 2025年2月22日 | 地下两层岛式     |
| 西客站             | █ 4号线（规划） | 万柏林区 | 2025年2月22日 | 地下两层岛式     |
| 金阳路             |                 | 万柏林区 | 2025年2月22日 | 地下两层岛式     |
| 闫家沟（小井峪路） |                 | 万柏林区 | 2025年2月22日 | 地下两层岛式     |
| 下元               | █ 3号线（规划） | 万柏林区 | 2025年2月22日 | 地下两层西班牙式 |
| 太原理工大学       | █ 6号线（规划） | 万柏林区 | 2025年2月22日 | 地下两层岛式     |
| 桃园路             |                 | 迎泽区   | 2025年2月22日 | 地下两层岛式     |
| 大南门             | █ 2号线         | 迎泽区   | 2025年2月22日 | 地下两层岛式     |
| 柳南               |                 | 迎泽区   | 2025年2月22日 | 地下两层岛式     |
| 五一广场           | █ 5号线（规划） | 迎泽区   | 2025年2月22日 | 地下两层岛式     |
| 太原站西广场       | 太原站          | 迎泽区   | 2025年2月22日 | 地下两层岛式     |
| 太原站东广场       |                 | 迎泽区   | 2025年2月22日 | 地下四层岛式     |
| 郝家沟             |                 | 迎泽区   | 2025年2月22日 | 地下五层岛式     |
| 朝阳街             |                 | 迎泽区   | 2025年2月22日 | 地下四层岛式     |
| 双塔               |                 | 迎泽区   | 2025年2月22日 | 地下两层岛式     |
| 南十方街           |                 | 迎泽区   | 2025年2月22日 | 地下两层岛式     |
| 长风东街           | █ 4号线（规划） | 迎泽区   | 2025年2月22日 | 地下两层岛式     |
| 学府东街           |                 | 小店区   | 2025年2月22日 | 地下三层岛式     |
| 许坦东街           |                 | 小店区   | 2025年2月22日 | 地下两层岛式     |
| 太原南站           | 太原南站        | 小店区   | 2025年2月22日 | 地下两层岛式     |
| 北营               | █ 3号线（规划） | 小店区   | 2025年2月22日 | 地下三层岛式     |
| 黄陵               |                 | 小店区   | 2025年2月22日 | 地下两层岛式     |
| 武宿1号2号航站楼   |                 | 小店区   | 2025年2月22日 | 地下两层岛式     |
| 武宿3号航站楼      |                 | 小店区   | 規劃中        |                  |

## 统计
- 太原地铁1号线开通100天 载客1427万人次。

2025年2月22日-3月22日（开通首月），太原轨道交通1号线共计开行列车9801列次，安全运送乘客累计458.08万人次，单日最高客流23.56万人次。

## 未来发展
1号线二期工程将由一期工程终点武宿1号2号航站楼站起，向东南延伸至武宿3号航站楼站，线路长度1.85km，共设1站1区间，车辆选用A型车，投资约11.96亿元。